# 高松刑務所
高松刑務所（たかまつけいむしょ）は、法務省矯正局の高松矯正管区に属する刑務所。
主として香川県及び高松矯正管区内の26歳以上、刑期8年以下の男性受刑者専用施設である。
下部機関として丸亀拘置支所を持つ。

## 所在地
- 香川県高松市松福町二丁目16番63号

JR四国 高徳線・予讃線（瀬戸大橋線） 高松駅から徒歩で高松琴平電気鉄道高松築港駅から琴平線に乗車、瓦町駅で志度線に乗換えて松島二丁目駅下車、徒歩約5分

## 収容分類級
- B級（犯罪傾向の進んでいる者＝再犯者）
- F級（外国人受刑者、Fはforeignerの頭文字である）

## 収容定員
- 871名

## 沿革
- 1872年（明治5年）2月 - 旧高松城西の丸（現・西の丸町、高松駅周辺）に囚獄・徒刑場が設置。
- 1875年（明治8年） - 懲役場に改称。
- 1877年（明治10年） - 高松監獄に改称。
- 1888年（明治21年） - 香川県監獄署に改称。
- 1898年（明治31年） - 現在地に移転し、高松刑務所に改称。
- 1946年（昭和21年） - 四国行刑管区廃止に伴い近畿行刑管区に編入[1]。

## 組織
所長の下に4部を持つ4部制である。
- 総務部（庶務課、会計課、用度課）
- 処遇部（処遇担当、作業担当）
- 教育部
- 医務部（保健課、医療第一課から第四課）

## 外観・設備
高松刑務所の所在地は明治時代から変わっておらず、刑務所が立地する松福町付近は戦後急速に市街地化し、結果全国の刑務所でも中心市街地に立地する稀有な刑務所となっている。
設備として職員宿舎が整備されている。
ただし、刑務所職員の職員宿舎（通称官舎）は国家公務員宿舎法施行令において下記のように規定されている無料宿舎ではなく、財務省が所管管理する、各省庁合同宿舎（刑務所関係者以外の財務省および国交省や、厚生労働省などの出先機関もある関係上）であるため、宿舎に居住する刑務所職員は国家公務員宿舎法施行令の規定に沿った家賃が徴収されている。
　国家公務員宿舎法施行令第九条　
　法第十二条第一項に規定する政令で定める者は、次に掲げる者として各省各庁の長が財務大臣に協議して指定する者とする。
一　次に掲げる官署に勤務する職員のうち、本来の職務に伴つて、通常の勤務時間外において、国民の生命又は財産を保護するための非常勤務に従事するために当該官署の構内又はこれに近接する場所（ロ、ハ又はヘに掲げる官署に勤務する職員にあつては、隣接する場所）に居住する必要がある者
イ　省略
ロ　刑務所、少年刑務所、拘置所、少年院、少年鑑別所（以下略）
ハ、ヘ　省略

## 事件・事故
- 1970年9月25日、強盗殺人で服役（無期懲役）中の2人が5mの塀を乗り越えて脱走[2]。
- 2013年2月19日に、同刑務所の教誨師を勤める58歳の男性で日本福音キリスト教会連合に所属していた牧師が、ドラッグストア内のトイレで女性を盗撮する事件を起こし、同年4月10日香川県高松南警察署に建造物侵入や香川県迷惑防止条例違反の容疑で逮捕された[3]。
- 2021年11月7日、単独室に収容されていた男が首をつって自殺[4]。